# 익산 미륵사지 석등하대석
익산 미륵사지 석등하대석(益山 彌勒寺址 石燈下臺石)은 대한민국 전북특별자치도 익산시 금마면 기양리 미륵사지에 있는 석등하대석이다. 1999년 4월 23일 전라북도의 문화재자료 제143호로 지정되었다.

## 개요
미륵사터에 남아있는 것으로, 석등 받침돌의 일부이다. 모두 2기가 남아있어 1기는 동쪽의 새로 복원해 놓은 석탑과 법당터 사이에 있고, 다른 1기는 중앙의 목탑터와 법당터 사이에 있다. 보통 석등은 불을 밝혀두는 화사석(火舍石)을 중심으로, 아래에는 3단의 받침돌을 두고 위로는 지붕돌과 머리장식을 얹어두는데, 이들은 3단의 받침돌 중 아래받침돌까지만 남아있다.
사각의 바닥돌 위에 놓인 아래받침돌은 윗면에 8잎의 연꽃을 두르고 그 사이에도 작은 잎을 조각해두었다. 동쪽에 있는 것이 꽃잎의 끝이 좀더 위로 말려 있을 뿐 거의 비슷한 모습이며, 맨 윗면에는 윗돌을 꽂아두기 위한 둥근 홈이 나 있다.
연꽃무늬의 모습이 이 절터에서 발견된 연화문 수막새와 비슷하고, 지금의 위치가 원래의 자리인 것으로 보아 미륵사의 창건시기와 비슷한 백제 무왕 때의 작품으로 추측된다. 비록 일부만 갖추고 있긴 하나, 우리나라에 남아있는 석등 중에서 가장 오래된 것으로, 석등의 처음 양식을 밝히는데 중요한 자료가 되고 있다.

## 같이 보기
- 미륵사지

## 참고 자료
- 미륵사지석등하대석 - 국가유산청 국가유산포털